# Пълзящ игловръх
Пълзящият игловръх (Alyssum repens) е вид растения от семейство Кръстоцветни (Brassicaceae).
Таксонът е описан за пръв път от Йохан Кристиан Готтлоб Баумгартен през 1816 година.